# Viljučinskij
Il Viljučinskij o Viljučinskaja Sopka (in russo Вилючинская Сопка?) è uno stratovulcano spento situato nella parte meridionale della Kamčatka, in Russia.

## Descrizione
Il Viljučinskij si trova a sud-sud-ovest di Petropavlovsk-Kamčatskij e della baia dell'Avača, sullo spartiacque dei fiumi Viljuča e Bol'šaja Sarannaja, nel corso superiore del fiume Paratunka. Ha un cono regolare e un'altezza assoluta di 2173 m.
Le sue pendici sono tagliate radialmente da profondi canyon, alcuni dei quali partono dalla metà del versante. Il vulcano è composto da lava e composizione piroclastica di andesite-basalto. Nella parte inferiore ci sono basalti olivinici, nella parte superiore augite-plagioclasio e andesite orneblenda-iperstenica. Sul versante orientale del vulcano si trovano tracce di antiche solfatare e nella parte sud-orientale si trovano sorgenti termali. L'ultima eruzione è avvenuta nel 8050 a.C..